# Rahimo FC
Der Centre de Formation de Rahimo Football Club, auch einfach nur Rahimo FC genannt, ist ein Sportverein in Bobo-Dioulasso (Burkina Faso). Aktuell spielt der Verein in der ersten Liga, der Première Division.

## Geschichte
Der Verein wurde 2012 vom ehemaligen Spieler Rahim Ouédraogo gegründet. 2019 gewann der Verein die Meisterschaft und den Pokal.

## Erfolge
- Burkinischer Meister: 2019
- Burkinischer Pokalsieger: 2019

## Stadion
Der Verein trägt seine Heimspiele im Stade Wobi in Bobo-Dioulasso aus. Das Stadion hat ein Fassungsvermögen von 10.000 Personen.

## Trainer
| Trainer             | Nation         | von            | bis               |
| ------------------- | -------------- | -------------- | ----------------- |
| Vítor Urbano        | Portugal       | 1. Januar 2018 | 31. Dezember 2018 |
| Kouadio Désiré Alla | Elfenbeinküste | 1. Juli 2023   |                   |